# منتخب تشيلي لكرة الطائرة للسيدات
منتخب تشيلي الوطني لكرة الطائرة للسيدات (بالإسبانية: Selección femenina de voleibol de Chile)‏ هو ممثل تشيلي الرسمي في المنافسات الدولية في كرة طائرة في فئة كرة الطائرة للسيدات.